# ديك المحدي
ديك المحدي هي إحدى القرى اللبنانية من قرى قضاء المتن في محافظة جبل لبنان.

## أعلام
- أسد الأشقر
- غسان الأشقر